# Horodenka
Horodenka (ukrainisch Городенка ist eine Stadt in der Oblast Iwano-Frankiwsk in der westlichen Ukraine mit etwa 9500 Einwohnern. Sie war bis 2020 das Zentrum des gleichnamigen Rajons Horodenka.

## Geschichte
Die in der historischen Region Pokutien gelegene Ortschaft wurde 1195 erstmals urkundlich erwähnt. 1668 erhielt sie das Magdeburger Stadtrecht verliehen, in dieser Zeit lag sie in Polen-Litauen in der Woiwodschaft Ruthenien. Armenische Kaufleute machten zu dieser Zeit aus der Stadt ein Handelszentrum. Von 1706 stammt die große armenische Kirche der Stadt. Seit dem 16. Jahrhundert, verstärkt im 18. Jahrhundert gab es einen Zustrom jüdischer Bevölkerung, welche die Armenier aus ihrer wirtschaftlichen Stellung weitgehend verdrängten. 1743 erlaubte der Grundherr Nikolaus Basilius Potocki der jüdischen Gemeinde in der Stadt selbst zu wohnen. 1775 gab es 863 jüdische Familien im Ort. 1772 kam Horodenka als Teil Galiziens an die Habsburgermonarchie, ab 1850 war sie Sitz der Bezirkshauptmannschaft Horodenka, 1867 kam noch der Sitz eines Bezirksgerichts hinzu.

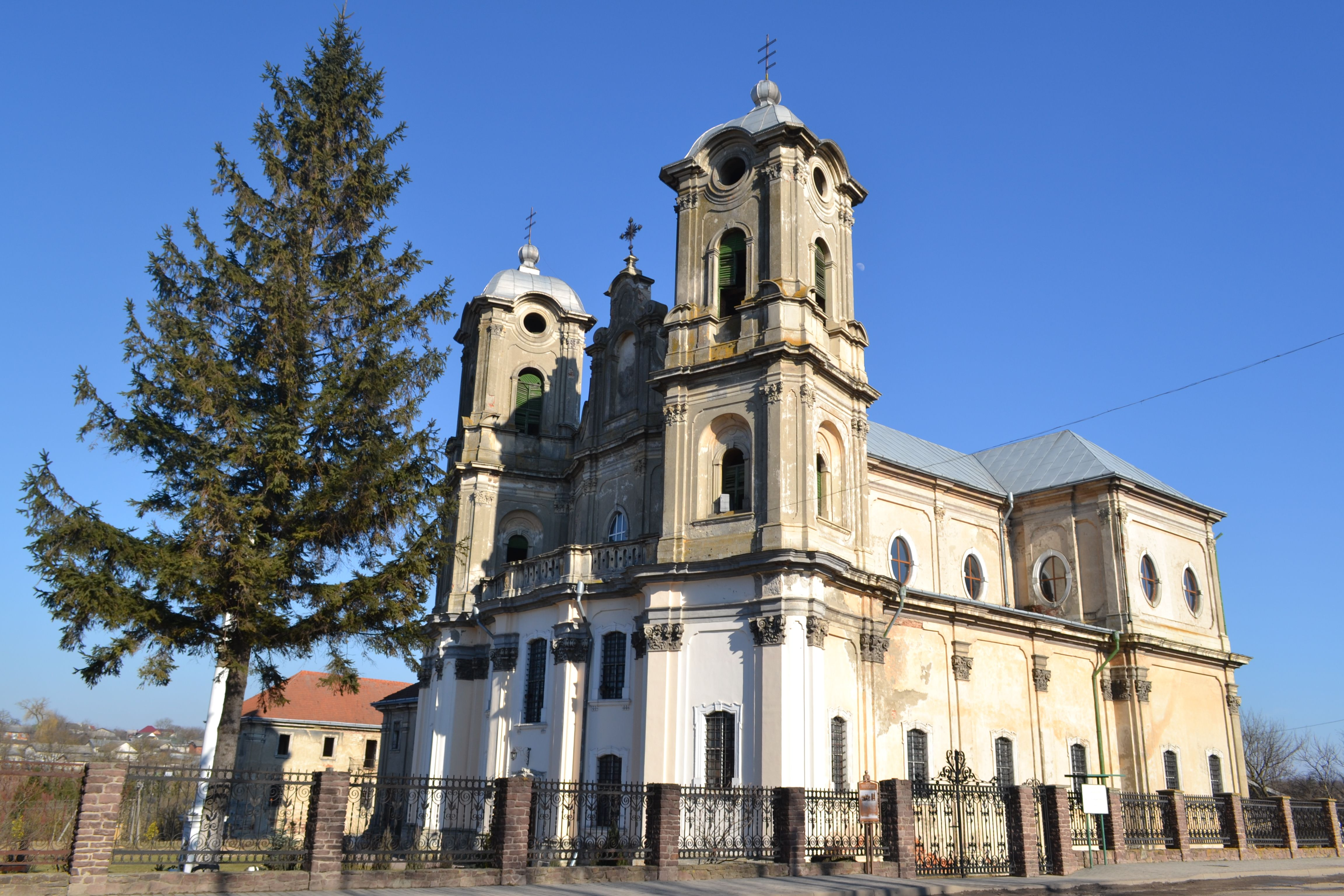
Kirche in Horodenka

Um 1900 hatte Horodenka über 11.000 Einwohner, davon waren 49 % Ruthenen, 37 % Juden und 11 % Polen. Während des Ersten Weltkrieges wurde der Ort Ende September 1914 von der russischen Armee erobert. Im Frühjahr 1915 vertrieben österreichische Truppen sie aus Horodenka, wenige Monate später nahmen die Russen die Stadt zum zweiten Mal ein. Vor ihrem endgültigen Abrücken beim „Großen Rückzug“ im Sommer 1915 verübten russische Soldaten ein Pogrom an der chassidischen Gemeinde.
Nach dem Ende Österreich-Ungarns wurde Horodenka 1920 wieder polnisch, als Teil der Woiwodschaft Stanislau. 1939 wurde das Gebiet aufgrund des Hitler-Stalin-Paktes von der Sowjetunion besetzt.
Im Juli 1941 wurde Horodenka im Zuge des Deutsch-Sowjetischer Kriegs durch ungarische Truppen erobert, im September kam es unter deutsche Kontrolle. Die jüdische Bevölkerung, über 4000 Personen, wurde im November in ein Ghetto gesperrt. Am 4. Dezember 1941 wurden 2500 Juden von deutschen Einsatzkräften und ukrainischen Hilfstruppen erschossen und ihre Leichen vergraben. Am 13. April 1943 deportierten die Besatzer 1500 weitere Personen in das Vernichtungslager Belzec, wo man sie ermordete. Bis 6. September 1942 wurde das Ghetto liquidiert, die überlebenden Bewohner ins Zwangsarbeitslager Lemberg-Janowska verschleppt. Nur wenige konnten fliehen oder überlebten als Partisanen in den Wäldern.

## Verwaltungsgliederung
Am 12. Juni 2020 wurde die Stadt zum Zentrum der neugegründeten Stadtgemeinde Horodenka (Городенківська міська громада Horodenkiwska miska hromada). Zu dieser zählen auch noch die 38 in der untenstehenden Tabelle aufgelisteten Dörfer sowie die Ansiedlung Jakubiwka, bis dahin bildete sie die gleichnamige Stadtratsgemeinde Horodenka (Городенківська міська рада/Horodenkiwska miska rada) im Zentrum des Rajons Horodenka.
Am 17. Juli 2020 wurde der Ort Teil des Rajons Kolomyja.
Folgende Orte sind neben dem Hauptort Horodenka Teil der Gemeinde:
| Name                     | Name             | Name                                 | Name                         | Name |
| ukrainisch transkribiert | ukrainisch       | russisch                             | polnisch                     |      |
| ------------------------ | ---------------- | ------------------------------------ | ---------------------------- | ---- |
| Bilka                    | Білка            | Белка (Belka)                        | Biłka                        |      |
| Chwalyboha               | Хвалибога        | Хвалибога (Chwaliboga)               | Chawliboga                   |      |
| Hluschkiw                | Глушків          | Глушков (Gluschkow)                  | Głuszków                     |      |
| Horodnyzja               | Городниця        | Городница (Gorodniza)                | Horodnica                    |      |
| Jakubiwka                | Якубівка         | Якубовка (Jakubowka)                 | Jakubówka                    |      |
| Jasseniw-Pilnyj          | Ясенів-Пільний   | Ясенов-Польный (Jassenow-Polny)      | Jasienów Polny               |      |
| Kotykiwka                | Котиківка        | Котиковка (Kotikowka)                | -                            |      |
| Luka                     | Лука             | Лука                                 | Łuka                         |      |
| Monastyrok               | Монастирок       | Монастырек (Monastyrek)              | Monaster, Monastyr, Manastyr |      |
| Mychaltsche              | Михальче         | Михальче (Michaltsche)               | Michalcze                    |      |
| Neswysko                 | Незвисько        | Незвиско (Neswisko)                  | Niezwiska                    |      |
| Nowoseliwka              | Новоселівка      | Новосёловка (Nowosjolowka)           | Folwark Olejowa              |      |
| Olijewo-Korniw           | Олієво-Корнів    | Олиево-Корнев (Olijewo-Kornew)       | Olejowa – Korniów            |      |
| Olijewo-Koroliwka        | Олієво-Королівка | Олиево-Королевка (Olijewo-Korolewka) | Olejowa – Korolówka          |      |
| Ostriwez                 | Острівець        | Островец (Ostrowez)                  | Ostrowiec                    |      |
| Perediwannja             | Передівання      | Передиванье (Perediwanje)            | Perediwanie                  |      |
| Pototschyschtsche        | Поточище         | Поточище (Pototschischtsche)         | Potoczyska                   |      |
| Probabyn                 | Пробабин         | Пробабин (Probabin)                  | Probabin                     |      |
| Prykmyschtsche           | Прикмище         | Прикмище (Prikmischtsche)            | Pruchniszcze                 |      |
| Rakowez                  | Раковець         | Раковец                              | Rakowiec                     |      |
| Raschkiw                 | Рашків           | Рашков (Raschkow)                    | Raszków                      |      |
| Rohynja                  | Рогиня           | Рогиня (Roginja)                     | Rohynia                      |      |
| Rossochatsch             | Росохач          | Росохач                              | Rosochacz                    |      |
| Semakiwzi                | Семаківці        | Семаковцы (Semakowzy)                | Siemakowce                   |      |
| Semeniwka                | Семенівка        | Семёновка (Semjonowka)               | Semenówka                    |      |
| Serafynzi                | Серафинці        | Серафинцы (Serafinzy)                | Serafińce                    |      |
| Slobidka                 | Слобідка         | Слободка (Slobodka)                  | Słobódka Polna               |      |
| Soroky                   | Сороки           | Сороки (Soroki)                      | Soroki                       |      |
| Striltsche               | Стрільче         | Стрельче (Streltsche)                | Strzylcze                    |      |
| Toporiwzi                | Топорівці        | Топоровцы (Toporowzy)                | Toporowce                    |      |
| Torhowyzja               | Торговиця        | Торговица (Torgowiza)                | Targowica                    |      |
| Tschernjatyn             | Чернятин         | Чернятин (Tschernjatin)              | Czerniatyn                   |      |
| Tschortowez              | Чортовець        | Чертовец (Tschertowez)               | Czortowiec                   |      |
| Tyschkiwzi               | Тишківці         | Тышковцы (Tyschkowzy)                | Tyszkowce                    |      |
| Unisch                   | Уніж             | Униж                                 | Uniż                         |      |
| Werbiwzi                 | Вербівці         | Вербовцы (Werbowzy)                  | Wierzbowce                   |      |
| Wikno                    | Вікно            | Окно (Okno)                          | Okno                         |      |
| Woroniw                  | Воронів          | Воронов (Woronow)                    | Woronów                      |      |
| Wynohrad                 | Виноград         | Виноград (Winograd)                  | Winograd                     |      |

## Bevölkerungsentwicklung
| Jahr | Einwohner |
| ---- | --------- |
| 1870 | 8.824     |
| 1880 | 10.014    |
| 1890 | 11.162    |
| 1900 | 11.613    |
| 1910 | 11.223    |
| 1921 | 9.970     |
| 2001 | 9.794     |
| 2005 | 9.573     |
| 2009 | 9.324     |

## Sehenswürdigkeiten
- Profanierte Synagoge

## Persönlichkeiten
- Nachman von Horodenka (um 1700–nach 1764), chassidischer Rabbi
- Alexander Granach (1890–1945), Schauspieler
- Benno Neumann (* 12. Januar 1901 als Elias Jubal, †?), Regisseur und Theaterdirektor, Begründer „Theater für 49“ in Wien
- Jakob Edelstein (1903–1944), Zionist, erster Judenältester vom Ghetto Theresienstadt und NS-Opfer
- Salo Flohr (1908–1983), Schachgroßmeister
- Lessja Smolinh (* 1994), Handballspielerin
- Julija Dumanska (* 1996), rumänisch-ukrainische Handballspielerin